# Fern Forest
Fern Forest és una concentració de població designada pel cens dels Estats Units a l'estat de Hawaii. Segons el cens del 2000 tenia 480 habitants.

## Demografia
Segons el cens del 2000, Fern Forest tenia 480 habitants, 222 habitatges, i 102 famílies La densitat de població era de 14,79 habitants per km².
Dels 222 habitatges en un 22,5% hi vivien nens de menys de 18 anys, en un 33,3% hi vivien parelles casades, en un 8,6% dones solteres, i en un 54,1% no eren unitats familiars. En el 43,7% dels habitatges hi vivien persones soles el 6,3% de les quals corresponia a persones de 65 anys o més que vivien soles. El nombre mitjà de persones vivint en cada habitatge era de 2,16 i el nombre mitjà de persones que vivien en cada família era de 3,10.
Per edats la població es repartia de la següent manera: un 22,5% tenia menys de 18 anys, un 4,8% entre 18 i 24, un 32,9% entre 25 i 44, un 30,4% de 45 a 64 i un 9,4% 65 anys o més.
L'edat mediana era de 41,4 anys. Per cada 100 dones hi havia 116,22 homes. Per cada 100 dones de 18 o més anys hi havia 118,82 homes.
La renda mediana per habitatge era de 24.519 $ i la renda mediana per família de 33.125 $. Els homes tenien una renda mediana de 40.125 $ mentre que les dones 28.333 $. La renda per capita de la població era de 14.958 $. Aproximadament el 18,3% de les famílies i el 25,5% de la població estaven per davall del llindar de pobresa.

## Poblacions més properes
El següent diagrama mostra les poblacions més properes.